# Telicota eurotas
The Sedge Darter (Telicota eurotas) là một loài bướm ngày thuộc họ Bướm nhảy. Nó được tìm thấy ở Úc (đông bắc bờ biển của Queensland), the Aru Islands, Irian Jaya, Maluku và Papua New Guinea.
Sải cánh dài khoảng 30 mm.
Ấu trùng ăn on various Sedges, bao gồm Carex polyantha, Cladium procerum, Scleria ciliaris, Scleria polycarpa and Scleria sumatrensis. Nó sống ở a shelter made from leaves of the hostplant joined with silk.

## Phụ loài
- Telicota eurotas eurotas (Ambon, Maluku, Indonesia, Papua New Guinea)
- Telicota eurotas laconia Waterhouse, 1937 (đông bắc bờ biển của Queensland)